# Esztergály Mihály
Esztergály Mihály (1788 körül – Csomád, 1860. június 30.) evangélikus lelkész, Pest megyei főesperes, költő.

## Életútja
A protestáns papok nesztora, 24 évig volt lelkész Petriben és ismét 24 évig Csomádon, Pest megyében.

## Munkái
- Földvári s Bernáthfalvi Földváry Miklós urnak és Felső-Kubini s Nagy-Olaszi Kubinyi Amália kisasszonynak, lakodalmi ajándékúl 1822. Pest. (Költemény.)
- Eskettetési-beszéd, melyet Zsidel Dávid helv. hitv. iffiú és Sparnenszis Anna aug. hitv. hajadon egybekelése alkalmával a kis-váczi ev. helv. hitvallást követők templomában böjtelő hava 13. 1838. tartott. Vácz.

Új énekes könyve, melynél Jakabovics Pál ceglédi pap főmunkatársa volt, bár igen kedvezően nyilatkoztak róla, nem jelent meg, mert Szeberényi és Jozefy püspökök által pártfogolt énekeskönyv éppen akkor került ki sajtó alól.

## Emlékezete
Az ő nevét vette fel Csomád általános iskolája.